# Lusini Group
Die Lusini Group GmbH (Eigenschreibweise LUSINI) ist ein international tätiger Anbieter von Gastronomie- und Hotelausstattung mit Sitz im bayerischen Wertingen. Das Unternehmen vertreibt unter der Dachmarke Lusini ein breites Sortiment an professionellen Produkten für Hotelbetriebe, Restaurants, Cateringunternehmen und Privatpersonen. Aktuell (Stand 2023) beschäftigt die Lusini Group rund 700 Mitarbeiter und erwirtschaftet einen Umsatz von etwa 150 Millionen Euro.

## Geschichte
Im Jahr 1987 rief Erwin Müller jun. im Alter von 17 Jahren die Hotelwäsche Erwin Müller GmbH im bayerischen Donauwörth ins Leben. Zunächst konzentrierte sich das Unternehmen auf den Versandhandel mit Hoteltextilien für Gastronomie- und Hotelbetriebe in Deutschland. Drei Jahre später bezog die Firma neue Räumlichkeiten in Wertingen, darunter ein neu errichtetes Versand- und Verwaltungsgebäude.
Ab Mitte der 1990er Jahre begann die internationale Expansion: Den Auftakt bildete eine Niederlassung in Österreich, gefolgt von Standorten in Frankreich, der Schweiz, Spanien und weiteren Ländern. Zugleich wurden Einkaufsbüros in Shanghai und New Delhi eingerichtet.
Mit der Gründung der Vertriebsgesellschaft E. M. Group International im Jahr 2007 strukturierte die Unternehmensgruppe ihren weltweiten Markenvertrieb neu. 2009 wurden sämtliche Geschäftsbereiche unter dem Dach der E. M. Group Holding AG gebündelt.
2013 beteiligte sich die Gruppe am ostwestfälischen Gastronomie-Fachhändler Poggemeier GmbH, der seit 2016 vollständig zur Unternehmensfamilie zählt. Zwei Jahre darauf folgte die Gründung der weltweit agierenden Einkaufsgesellschaft MIMCO GmbH.
Im Jahr 2021 vereinte das Unternehmen seine bestehenden Produktlinien unter der Dachmarke Lusini. Ende 2022 erfolgte die Umfirmierung der E.M. Group Holding AG zur Lusini Group GmbH.

## Produkte und Marken
Unter der Dachmarke Lusini vertreibt das Versand- und Internethandelsunternehmen Produkte für die Ausstattung von Gastronomie, Hotellerie, Catering und Privatpersonen. Folgende Eigenmarken werden angeboten:
- Vega bietet Ausstattung für den Hotel-, Gastro- und Cateringbereich: Porzellan, Besteck, Glas, Möbel, Küchenausrüstung und Deko.
- Erwin M. umfasst Profi-Textilien wie Tischwäsche, Frottierwaren, Bettwäsche und Bettwaren im Bereich Gastronomie und Hotellerie.
- Jobeline ist auf Berufsbekleidung für Küche, Restaurant, Hotel und den Spa-Bereich spezialisiert.
- Pulsiva ist die Discountmarke für die Ausstattung in Gastronomie, Hotellerie und Catering.

Außerdem vertreibt das Unternehmen auf seinem Online-Marktplatz Partnermarken.